# ズラトコ・ユヌゾヴィッチ
ズラトコ・ユヌゾヴィッチ（Zlatko Junuzović, 1987年9月26日 - ）は、ユーゴスラビア出身のオーストリア人元サッカー選手。元オーストリア代表。ポジションはフォワードおよびミッドフィールダー。

## 来歴

### 生い立ち
旧ユーゴ（現セルビア）のロズニツァ出身。5歳のときにボスニア紛争の影響により一家でオーストリア・ケルンテン州キューンスドルフへ移住した。12歳のときに親元を離れグラーツへ移り、グラーツァーAKのユースチームでプレーするようになる。その後両親もグラーツへ移住し、ユヌゾヴィッチをサポートした。

### クラブ
2005年17歳でグラーツァーAKのトップチームに昇格し、2007年の夏、当時新設されたSKアウストリア・ケルンテンに移籍。2009年の夏にはFKアウストリア・ウィーンに移籍した。2010年12月にはオーストリア年間最優秀選手に選ばれた。
2012年1月、ドイツ・ブンデスリーガのヴェルダー・ブレーメンと3年半の契約を結んだことが発表された。ブンデスリーガデビューは2月5日のSCフライブルクとのアウェー戦。2014/2015シーズンでは6ゴール15アシストを記録し、リーグ2位のアシスト数だった。 またユヌゾヴィッチは「フリーキックの名手」と呼ばれ、このシーズンの6ゴールのうち5本は直接フリーキックによるものだった。
2015年2月13日、ブレーメンとの契約を2018年6月末まで延長した。
2018年夏、ブレーメンとの契約が満了し、レッドブル・ザルツブルクへフリーで移籍。 オーストリアへ戻った。2021年6月までだった契約は、2020年12月18日に2022年6月まで延長された。 2022年3月、レッドブル・ザルツブルクは同年6月末で切れるユヌゾヴィッチとの契約を更新しないと発表。当初は現役を続ける意向を示していたが、6月10日、クラブを通じ、今シーズン限りで引退し、レッドブル傘下FCリーフェリングのアシスタントコーチに就任すると声明を出した。

### 代表
U-19に招集されて以降、各年代で選出されている。A代表デビューは2006年3月1日のカナダとの親善試合。2007年7月には2007 FIFA U-20ワールドカップメンバーに選ばれ、オーストリアは4位入賞した。
UEFA EURO2016の代表メンバーでもある。
2017年10月13日、11年間で計55試合に出場した代表チームからの引退を発表。 最後の試合は2017年6月11日の2018 FIFAワールドカップ・ヨーロッパ予選対アイルランド戦だった。

## 所属クラブ
- グラーツァーAK 2005-2007
- SKアウストリア・ケルンテン 2007-2009
- FKアウストリア・ウィーン 2009-2012
- ヴェルダー・ブレーメン 2012-2018
- レッドブル・ザルツブルク 2018-2022

## 個人成績

### 代表での得点
| #  | 日時          | 場所           | 対戦相手           | スコア | 最終結果 | 大会                                    |
| -- | ------------- | -------------- | ------------------ | ------ | -------- | --------------------------------------- |
| 1. | 2011年10月7日 | バクー         | アゼルバイジャン   | 1–4    | 1–4      | UEFA EURO 2012予選                      |
| 2. | 2012年6月1日  | インスブルック | ウクライナ         | 1–0    | 3–2      | 親善試合                                |
| 3. | 2012年9月11日 | ウィーン       | ドイツ             | 1–2    | 1–2      | 2014 FIFAワールドカップ・ヨーロッパ予選 |
| 4. | 2013年3月22日 | ウィーン       | フェロー諸島       | 4–0    | 6–0      | 2014 FIFAワールドカップ・ヨーロッパ予選 |
| 5. | 2015年3月27日 | ファドゥーツ   | リヒテンシュタイン | 0–4    | 0–5      | UEFA EURO 2016予選                      |
| 6. | 2015年9月5日  | ウィーン       | モルドバ           | 1–0    | 1–0      | UEFA EURO 2016予選                      |
| 7. | 2016年3月29日 | ウィーン       | トルコ             | 1–0    | 1–2      | 親善試合                                |

## タイトル
レッドブル・ザルツブルク
- ÖFBカップ : 2018-19, 2019-20, 2020-21, 2021-22
- ブンデスリーガ : 2018-19, 2019-20, 2020-21, 2021-22

個人
- オーストリア・ブンデスリーガ年間最優秀選手 : 2010-11(FKアウストリア・ウィーン)[13]
- オーストリア年間最優秀選手  : 2010[3]